# 馬哈茂德 (歌手)
亞歷山德羅·馬哈茂德 （義大利語：Alessandro Mahmoud，義大利語發音：[alesˈsandro ma(h)ˈmud]，埃及阿拉伯語發音：[mæħˈmuːd]；1992年9月12日—），以其單名馬哈茂德（義大利語：Mahmoud）而闻名，是一位義大利饒舌歌手、詞曲作家。他在參加意大利版《X音素》第六季的比賽后嶄露頭角。他曾兩次贏得聖雷莫音樂節，分別是2019年的歌曲〈Soldi〉和2022年與布蘭柯一起以〈顫抖〉奪冠。由於他在聖雷莫音樂節上的勝利使他能夠代表意大利參加這兩年的歐洲歌唱大賽，在2019年獲得第二名，在2022年作為東道主參賽者獲得第六名。
馬哈茂德發行了兩張錄音室專輯《Gioventù bruciata》和《Ghettolimpo》，這兩張專輯都進入了意大利專輯排行榜的前兩名。

## 外部鏈接
- 官方网站